# Aldo Dolcetti
Aldo Dolcetti (Salò, 1966. október 23. –) olasz labdarúgó-középpályás, majd edző.

## Sikerei, díjai

### Játékosként
AC Pisa 1909:
- Közép-európai kupa győztes: 1988